# Leng Chunhui
Dans ce nom, le nom de famille, Leng, précède le nom personnel.
Leng Chunhui (chinois : 冷春慧), née le 3 juillet 1972 à Jinzhou, est une judokate chinoise.

## Palmarès international en judo
| Championnats du monde   | Championnats du monde | Championnats du monde |
| Année                   | Médaille              | Catégorie             |
| ----------------------- | --------------------- | --------------------- |
| 1993                    | or                    | –72 kg                |
| Jeux asiatiques         |                       |                       |
| Année                   | Médaille              | Catégorie             |
| 1994                    | argent                | –72 kg                |
| Championnats d'Asie     |                       |                       |
| Année                   | Médaille              | Catégorie             |
| 1991                    | argent                | –72 kg                |
| Jeux de l'Asie de l'Est |                       |                       |
| Année                   | Médaille              | Catégorie             |
| 1993                    | argent                | –72 kg                |